# Província de Kırklareli
Kırklareli és una província de la part nord-occidental de Turquia, a la costa oest de la mar Negra. La província limita al nord amb Bulgària, al llarg d'uns 180 quilòmetres. Fa frontera amb Edirne a l'oest, Tekirdağ al sud i Istanbul al sud-oest. La capital de la província és la ciutat de Kırklareli. El nom de la província i la seva ciutat central significa "la terra dels quaranta" (kırklı arazi en turc), i es pot referir bé als quaranta ghazawat otomans enviats pel soldà Murat I a conquerir la ciutat per a l'Imperi Otomà al segle xiv o a les quaranta esglésies que es diu que estaven situades a la regió abans de la conquesta otomana ("Σαράντα Εκκλησιές", Saranta Ekklisiès) al segle xiv; això s'hauria traduït al turc amb el nom de "Kırk Kilise". Hi ha un memorial en un cim de la ciutat de Kırklareli, anomenat "Kırklar Anıtı" (El memorials dels quaranta) en honor dels conqueridors otomans.
La província està dividida per la serralada Strandja. Les parts nord i nord-est de la província es troben entre les menys poblades i desenvolupades de Turquia. Els districtes al sud i oest estan més poblats perquè la terra s'ajusta millor al desenvolupament de l'agricultura i la indústria. Les parts nord i oriental de la província estan dominades per boscos. Per això la silvicultura és un modus vivendi important en aquestes àrees. La pesca es desenvolupa al llarg de la costa de la Mar Negra.

## Atraccions locals
La Cova de Dupnisa és una atracció natural famosa i una formació geològica única dins dels límits de la província al nord. Els 60 km d'extensió de costa al llarg de la mar Negra acullen unes de les platges més prístines i verges de tot Turquia. Hi ha dues Àrees de Reserva Natural al llarg de la costa, és a dir l'Àrea de Reserva Natural Saka Gölü (Llac Saka) al nord i l'Àrea de Reserva Natural de Kasatura Körfezi (Badia Kasatura) al sud. Aquests llocs són únics amb els seus ecosistemes tranquils, i alberguen diverses espècies, endèmiques i amenaçades, d'animals i plantes.

## Districtes
La província de Kırklareli es divideix en 8 districtes (el districte de la capital apareix en negreta):
- Babaeski
- Demirköy
- Kırklareli
- Kofçaz
- Lüleburgaz
- Pehlivanköy
- Pınarhisar
- Vize

## Ciutats agermanades

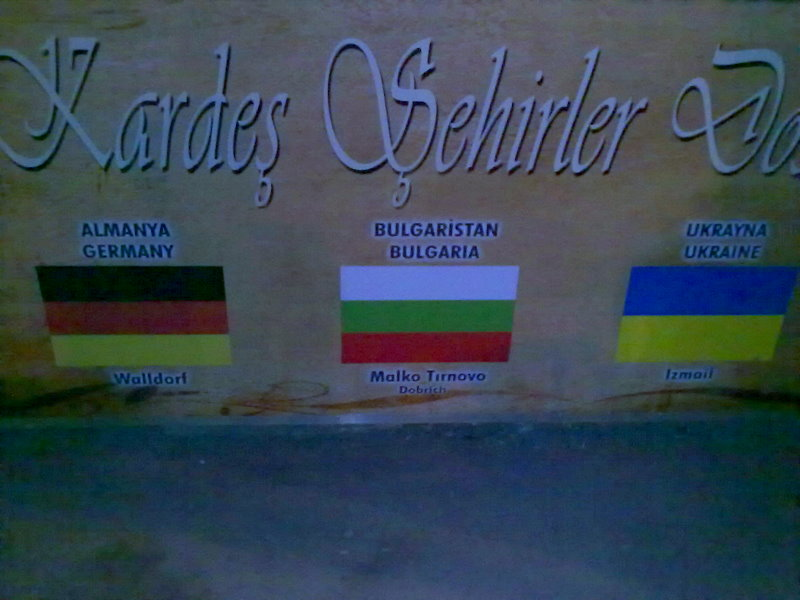
Ciutats agermanades (Kardeş şehirler)

Ciutats agermanades amb Kırklareli:
- Walldorf, Alemanya
- Dòbritx, Bulgària
- Izmaïl, Ucraïna